# Partito Democratico Unito (Belize)
Il Partito Democratico Unito (in lingua inglese: United Democratic Party - UUP) è un partito politico beliziano di orientamento conservatore fondato nel 1973.
È guidato da Dean Barrow, Primo ministro dal 2008 fino al 2020.

## Risultati elettorali
| Elezione          | Voti   | %     | Seggi   |
| ----------------- | ------ | ----- | ------- |
| Parlamentari 1998 | 33.237 | 39,41 | 3 / 29  |
| Parlamentari 2003 | 45.376 | 47,57 | 7 / 29  |
| Parlamentari 2008 | 68.250 | 56,73 | 25 / 31 |
| Parlamentari 2012 | 64.976 | 50,43 | 17 / 31 |
| Parlamentari 2015 | 71.452 | 50,52 | 19 / 31 |
| Parlamentari 2020 | 57.374 | 38,84 | 5 / 31  |